# Toni Kolehmainen
Toni Kolehmainen (Oulu, 1988. szeptember 1. –) finn labdarúgó, jelenleg a Hønefoss BK középpályása, valamint a finn labdarúgó-válogatott tagja.
A Blackburn Rovers akadémiáján nevelkedett 2004-2005 között. Korábban játszott Hollandiában az AZ együttesénél.

## Karrierje
Miután távozott a Blackburn Rovers akadémiájáról, visszatért Finnországba és az OLS Oulu csapatába igazolt. 2006-ban csatlakozott a városi rivális AC Oulu együtteséhez, hogy segítse őket feljutni az első osztályba. Remek teljesítménye után felfigyelt rá a holland AZ és 2007-ben csatlakozott is a csapathoz. A tartalékok között szerepelt. 2008-ban került fel az első csapathoz, ahova Louis van Gaal vitte. Bemutatkozása a holland kupában az Achilles ´29 együttese ellen történt meg. A mérkőzést 3-0-ra nyerték meg. Nem sokkal később visszatért az AC Oulu együtteséhez, majd a Turun PS klubjába igazolt.

## Válogatott
2012. január 22-én debütált a Trinidad és Tobagó-i labdarúgó-válogatott ellen, ahol gólt szerzett. A 2012-es Balti kupán megszerezte a második gólját is a Lett labdarúgó-válogatott ellen.

### Válogatott gólok
| 1                        | 2012. január 22.   | Hasely Crawford Stadion, Port of Spain, Trinidad és Tobago | Trinidad és Tobago | 2–2 | 3–2 | Barátságos mérkőzés |
| 2                        | 2012. június 3.    | Võru Stadium, Võru, Észtország                             | Lettország         | 1–0 | 1–1 | 2012-es Balti kupa  |
| 3.                       | 2012. november 14. | GSP Stadium, Nicosia, Ciprus                               | Ciprus             | 0−3 | 0−3 | Barátságos mérkőzés |
| 2014. július 7. szerint. |                    |                                                            |                    |     |     |                     |